# Fotografias do Sonderkommando
As fotos do Sonderkommando são quatro fotos borradas tiradas secretamente em agosto de 1944 dentro do campo de concentração de Auschwitz na Polônia ocupada pelos alemães. Junto com algumas fotos no Álbum de Auschwitz, são as únicas que existem mostrando os eventos em torno das câmaras de gás.
As imagens foram tiradas com 15-30 minutos uma da outra por um interno de Auschwitz-Birkenau, o campo de extermínio do complexo de Auschwitz. Normalmente nomeado apenas como Alex, um prisioneiro judeu da Grécia, o fotógrafo era um membro do Sonderkommando, presidiários forçados a trabalhar dentro e ao redor das câmaras de gás. Várias fontes o identificaram como Alberto Errera, um oficial da marinha grego. Ele tirou duas fotos de dentro de uma das câmaras de gás e duas de fora, tirando as fotos com a câmera apoiada no quadril, sem conseguir apontar a lente com precisão. A resistência polonesa contrabandeou o filme para fora do acampamento em um tubo de pasta de dente.
As fotos foram numeradas de 280 a 283 pelo Museu Estadual de Auschwitz-Birkenau. nº. 280 e 281 mostram a cremação de cadáveres em uma fogueira, filmados através da moldura preta da porta ou janela da câmara de gás. O nº 282 mostra um grupo de mulheres nuas pouco antes de entrarem na câmara de gás. A nº 283 é uma imagem de árvores, resultado do fotógrafo mirando muito alto.

## Sonderkommando
O Sonderkommando ("unidade especial") em Auschwitz era composto principalmente por prisioneiros judeus e, em determinado momento, por alguns prisioneiros de guerra soviéticos, que eram forçados a trabalhar nos crematórios. Os crematórios continham o Entkleidungskammer (salas de despir), câmaras de gás e fornalhas. No verão de 1944, o campo tinha até 1.000 Sonderkommando trabalhando em quatro crematórios (nos. II-V) e um bunker com câmaras de gás extras, alojados em um prédio de tijolos de palha conhecido como "pequena casa branca".
Depois que os prisioneiros eram indicados como inaptos para o trabalho pela SS, o Sonderkommando geralmente os levava para a sala de despir e depois os acompanhava até a câmara de gás, dizendo que eles estavam sendo levados para a sala de banho e desinfecção. Para evitar pânico, os presos recebiam um gancho numerado para seus pertences na sala de despir para fazê-los acreditar que voltariam para pegá-los.
Depois, o Sonderkommando levava os corpos para fora da câmara de gás, removendo obturações de ouro, dentes falsos, cabelos, joias e óculos, e descartavam os cadáveres, primeiro em valas comuns, e depois em fornalhas e fogueiras. Então eles limparam a câmara de gás para as próximas levas de prisioneiros.